# Gornja Vrba
Gornja Vrba è un comune della Croazia di 2 559 abitanti della regione di Brod e della Posavina.